# Kensei Nakashima
Kensei Nakashima (中島 賢星 Nakashima Kensei?, Saga. 23 de agosto de 1996) es un futbolista japonés que juega como centrocampista en el Nara Club.

## Trayectoria

### Clubes
| Club                      | País  | Año       |
| ------------------------- | ----- | --------- |
| Yokohama F. Marinos       | Japón | 2015-2017 |
| J. League sub-22 (cedido) | Japón | 2015      |
| FC Gifu (cedido)          | Japón | 2017      |
| FC Gifu                   | Japón | 2018-2021 |
| S. C. Sagamihara          | Japón | 2022      |
| Nara Club                 | Japón | 2023      |